# Farley Hill (Berkshire)
Farley Hill – wieś w Anglii, w hrabstwie ceremonialnym Berkshire, w dystrykcie (unitary authority) Wokingham. Leży 10 km na południe od centrum miasta Reading i 57 km na zachód od centrum Londynu.